# Selfish Ways
Selfish Ways è una canzone della band punk rock Inglese Dogs ed è presente nel loro album studio di debutto, Turn Against This Land. Pubblicata il 18 luglio 2005, è stato il quarto singolo preso dall'album.

## Tracce
1. Selfish Ways – 4:00
2. Charlie – 3:08
3. A Bomb On Wardour Street – 2:20